# Mycalesis hermana
Mycalesis hermana är en fjärilsart som beskrevs av Hans Fruhstorfer 1908. Mycalesis hermana ingår i släktet Mycalesis och familjen praktfjärilar. Inga underarter finns listade i Catalogue of Life.